# Hottie Louw
Pour les articles homonymes, voir Louw.
Pas d'image ? Cliquez ici

a Compétitions nationales et continentales officielles uniquement.

b Matchs officiels uniquement.
Dernière mise à jour le 26 novembre 2024.
Francois Hermanus Louw, né le 2 mars 1976 à Paarl (Afrique du Sud), est un joueur de rugby à XV qui a joué avec l'équipe d'Afrique du Sud. Il évolue au poste de deuxième ligne.

## Carrière

### En équipe nationale
Il a disputé son premier test match avec l'équipe d'Afrique du Sud le 29 juin 2002 contre l'Argentine. Son dernier test match fut contre les Samoa, le 6 juillet 2002.

## Palmarès
- 3 test matchs avec l'équipe d'Afrique du Sud en 2002.